# .mn
.mn este un domeniu de internet de nivel superior, pentru Mongolia (ccTLD).